# Bring It On (film)
Bring It On er en  komediefilm fra 2000, der blev instrueret af Peyton Reed og skrevet af Jessica Bendinger. Den blev efterfulgt af fire efterfølgere, hvoraf ingen indeholder en af de oprindelige medvirkende: Bring It On Again (2004), som delte producenter med det oprindelige, Bring It On: All or Nothing (2006), Bring It On: In It to Win It (2007), og Bring It On: Fight to the Finish (2009).
Plottet i filmen er centreret om Torrance Shipman (Kirsten Dunst), der arver placeringen af kaptajnen på hendes high school cheerleadertrup og forsøger at lede sit team til den sjette nationale titel. Dog bliver Torrance informeret af den nyeste cheerleader, Missy Pantone  (Eliza Dushku), at hun er i besiddelse af en stjålen rutine. Da initiativtagerne til arbejdet, giver et løfte om at vinde, skal Torrance og hendes trup skabe en original præstation.
Bring It On blev udgivet i biografer i Nordamerika den 25. august 2000. Filmen modtog overvejende positive anmeldelser, hvor nogle kritikere roste dens lyse natur og humoristisk bud på dens emne, og andre kritisere den konventionelle og stereotype plot. Bring It On optjent en verdensomspændende indtjening på ca. 90 millioner dollar, som blev betragtet som en økonomisk succes. Siden sin udgivelse, er filmen blevet en kultklassiker .

## Plot
Torrance Shipman (Kirsten Dunst) drømmer ængsteligt om hendes første dag i hendes seniorår. Hendes kæreste, Aaron (Richard Hillman), er begyndt på college, og hendes cheerleadertrup, Toros, sigter mod at vinde den nationale titel for sjette gang. Torrance vælges til holdkaptajn, efter at "Big Red" (Lindsay Sloane) er dimitteret. Men snart er Carver (Bianca Kajlich) skadet og kan ikke længere konkurrere. Torrance erstatter hende med Missy Pantone (Eliza Dushku), en gymnast, der for nylig er begyndt på skolen, sammen med hendes bror Cliff (Jesse Bradford). Torrance og Cliff udvikler en flirtende venskab. Efter at have set den Toros træning, indser Missy at truppen har kopieret rutiner fra en rivaliserende hold, som hendes tidligere high school konkurrerede imod. Hun kører Torrance til Los Angeles, hvor de se East Compton Clovers udføre rutiner, der er næsten identiske med deres eget holds rutine. Isis (Gabrielle Union), Clovers' holdkaptajn, konfronterer vredt de to. Torrance erfarer, at "Big Red" regelmæssigt deltog i Clovers' træning, hvor hun optog og stjal deres rutiner.
Isis oplyser Torrance om hendes planer, om at besejre Toros ved de regionale og nationale mesterskaber, hvor holdet aldrig har deltaget på grund af deres økonomiske problemer. Da Torrance fortæller Toros om rutinerne, stemmer holdet stadig for at bruge den aktuelle rutine for at vinde; Torrance er modvilligt enig. Til Toros' næste hjemmekamp, dukker Isis og hendes holdkammerater op og udfører Toros' rutine foran hele skolen, og ydmyger dem. Toros indser, at de ikke har andet valg end at lære en anden rutine. I desperation, hyrer de en professionel koreograf, som hedder Sparky Polastri, som foreslået af Aaron. Men ved de regionale mesterskaber, udfører holdet umiddelbart foran Toros nøjagtige den rutine, de havde øvet. Toros har intet andet valg end at udføre den samme rutine. Efter fiaskoen, som indledes, taler Torrance med en konkurrenceembedsmand, som fortalte at Polastri har øvet rutinen til flere andre hold i Californien. Som forsvarende mestre får Toros alligevel deres plads i finalen, men Torrance bliver advaret om, at en ny rutine forventes. Torrance er knust af hendes manglende succes.
Cliff støtter hende, og intensivere deres voksende tiltrækning. Aron foreslår dog, at hun ikke er lederskabsmateriale og anbefaler, at hun træder tilbage fra sin stilling. Da Cliff ser Torrance og Aron sammen, bliver han vred på Torrance. Men hendes tillid fornyes af Cliffs opmuntring og hun overbeviser hendes ulykkelige team til at skabe en innovativ, ny rutine i stedet. Hun bryder med Aron, realisere hans utroskab og hans manglende evne til at være støttende, men Cliff nægter stadig at tilgive hende. Clovers kan ikke konkurrere ved de nationale mesterskaber på grund af økonomiske problemer. Dette foranlediger Torrance til at få hendes fars firma til at sponsorere Clovers, men Isis afviser pengene og får hendes team til at appellere til en talkshowsvært, der voksede op i deres område. I finalen, bliver Toros placeret som nummer to, mens Clovers vinder. Men i slutningen af filmen, får Torrance og Isis respekt for hinanden, og Cliff og Torrance deler en romantisk kys.

## Cast
- Kirsten Dunst som Torrance Shipman
- Eliza Dushku som Missy Pantone
- Jesse Bradford som Cliff Pantone
- Gabrielle Union som Isis
- Clare Kramer som Courtney
- Nicole Bilderback som Whitney
- Tsianina Joelson som Darcy
- Rini Bell som Kasey
- Nathan West som Jan
- Huntley Ritter som Les
- Shamari Fears som Lava
- Natina Reed som Jenelope
- Brandi Williams som LaFred
- Richard Hillman som Aaron
- Lindsay Sloane som "Big Red"
- Bianca Kajlich som Carver
- Holmes Osborne som Bruce Shipman
- Sherry Hursey som Christine Shipman
- Cody McMains som Justin Shipman
- Ian Roberts som Sparky Polastri
- Ryan Drummond som Theatre Boy